# Adolf Spamer
Adolf Spamer, nació el 10 de abril de 1883 en Maguncia, murió el 20 de junio de 1953 en Dresde, fue un filólogo alemán especialista en la historia de la lengua alemana, y un folclorista. Es uno de los más importantes especialistas del folclore alemán en el período de entreguerras.